# Renan Dal Zotto
Renan Dal Zotto (ur. 16 lipca 1960 w São Leopoldo) – brazylijski siatkarz i trener reprezentacji Brazylii mężczyzn w latach 2017–2023. Członek siatkarskiej galerii sław.

## Kariera sportowa
Karierę sportową rozpoczynał w 1971 roku w drużynie Sogipa w Porto Alegre. Następnie reprezentował inne brazylijskie kluby: Atlântica Boavista, ADC Sulbrasileiro, Bradesco/Atlântica, Clube Atlético Pirelli. W latach 1988–1992 był zawodnikiem włoskiej drużyny Maxicono Parma, a ostatni swój sezon (1992/1993) rozegrał w barwach Messaggero Ravenna.
W latach 1976-1989 był powoływany do reprezentacji Brazylii. Jako zawodnik uczestniczył w trzech Letnich Igrzyskach Olimpijskich. W 1980 roku w Moskwie zajął piąte miejsce. W 1984 roku w Los Angeles wywalczył srebrny medal, a w 1988 roku w Seulu rywalizację zakończył na czwartej pozycji.
W 2015 roku został członkiem siatkarskiej galerii sław.

## Kariera trenerska
W 1993 roku został pierwszym trenerem brazylijskiej drużyny Palmeiras/Parmalat, z którą wywalczył wicemistrzostwo Superligi. W następnych latach trenował zespoły: Frigorífico Chapeco EC (1995-1997), Olimpikus/Rio de Janeiro (1997-1999), Unisul/Cimed (1999-2005), Cimed (2005-2007). W 2007 roku przeniósł się na jeden sezon do włoskiego Sisley Treviso. W 2017 roku został powołany na stanowisko selekcjonera reprezentacji Brazylii mężczyzn. W trakcie sezonu 2018/2019 został równocześnie trenerem drużyny EMS Taubaté Funvic, którą prowadził do 2020 roku.

## Działacz sportowy
W latach 2009-2017 był działaczem sportowym. W 2009 roku został dyrektorem ds. marketingu klubu Cimed. Następnie był kierownikiem marketingu i dyrektorem generalnym klubów piłkarskich Figueirense i Guarani (2010-2013). W 2014 roku został dyrektorem marketingu Brazylijskiej Konfederacji Siatkówki.

## Jako zawodnik

### Sukcesy

#### klubowe
Mistrzostwo Brazylii:
- 1981
- 1982, 1986

Klubowe mistrzostwa Ameryki Południowej:
- 1982, 1986
- 1983, 1984

Puchar Europy Zdobywców Pucharów:
- 1989, 1990

Mistrzostwo Włoch:
- 1990, 1992
- 1989, 1991

Superpuchar Europy:
- 1989, 1990, 1992

Puchar Włoch:
- 1990, 1992

Klubowe Mistrzostwa Świata:
- 1989
- 1990

Puchar Europy Mistrzów Klubowych:
- 1993
- 1991

Puchar CEV:
- 1992

#### reprezentacyjne
Mistrzostwa Ameryki Południowej:
- 1977, 1979, 1983, 1985

Igrzyska Panamerykańskie:
- 1983
- 1979
- 1987

Puchar Świata:
- 1981

Mistrzostwa Świata:
- 1982

Igrzyska Olimpijskie:
- 1984

Igrzyska Ameryki Południowej:
- 1987

### Nagrody indywidualne
- 1981: Najlepszy broniący Pucharu Świata
- 1985: Najlepszy atakujący Pucharu Świata

## Jako trener

### Sukcesy

#### klubowe
Mistrzostwo Brazylii:
- 1994, 2004, 2006
- 2000, 2003, 2007
- 1995, 2001

Superpuchar Włoch:
- 2007

Superpuchar Brazylii:
- 2019

Klubowe mistrzostwa Ameryki Południowej:
- 2020

#### reprezentacyjne
Liga Światowa:
- 2017

Mistrzostwa Ameryki Południowej:
- 2017, 2019, 2021
- 2023[13]

Puchar Wielkich Mistrzów:
- 2017

Mistrzostwa Świata:
- 2018
- 2022[14]

Puchar Świata:
- 2019